# Breitenbrunner Bach
Der Breitenbrunner Bach ist ein zwei bis allenfalls neun Kilometer langer Bach in der Oberpfalz im Landkreis Amberg-Sulzbach am Ostrand der verkarsteten Fränkischen Alb, der nach einem insgesamt östlichen, zuletzt nordöstlichen Lauf in der Stadt Sulzbach-Rosenberg von rechts in den Rosenbachs mündet. Vor der Mündung wird er auch Spitzerbach genannt.

## Geographie

### Verlauf
Der Breitenbrunner Bach ist nur zusammen mit seinem trockenfallenden Oberlauf 9,1 km lang. Sein Trockentallauf beginnt in einer Waldpassage zwischen den Weilern Schwand und Hackern von Illschwang auf etwa 465 m ü. NHN und zieht durch das nach dem links über dem obersten Lauf liegenden Frankenhof benannten Frankenhofer Tal, auch Mühlenwegtal genannt, lang ostwärts, vorbei an den kleinen Dörfern Aichazandt und Haar der Gemeinde. Dann tritt er in einer weiteren Waldenge aufs Gebiet der Stadt Sulzbach-Rosenberg über und passiert gleich den Siedlungsplatz am Turnerfelsen des Weilers Grund, etwas später wendet er sich kurz vor einer etwas größeren Häusergruppe des Weilers etwa 3,1 km vor seiner Mündung auf Nordostlauf und unterquert gleich die Bundesstraße 85.
Nach Passieren einer Kleinteichgruppe nordwestlich des Sulzbacher Dorfs Kropfersricht wird die Wasserführung beständiger, die auch vom gleich danach von rechts aus der schmalen Aue zulaufendem Abfluss des Rieglasbrunnens, auch Rieglersbrunnen genannt, verstärkt wird sowie nochmals von einem namenlosen, etwa 0,8 km langen, in natürlicher Mulde zulaufenden Weggraben vom Südrand der Deponie nordöstlich von Kropfersricht. Spätestens danach wird der nun dauerhaft wasserführende Bach auch Breitenbrunner Bach genannt. Nach vordem recht geradlinigem Lauf legt sich der Bach nun in kleine Schlingen, nimmt wiederum von rechts im Bereich einiger etwas größerer Teiche in der Aue von rechts den Abfluss der Sieben Quellen am bewaldeten Hangfuß der Ziegenleite auf, einigen Karstquellen im Malmdolomit, die ihn zu einem Flüsschen anschwellen lassen.
Wenig danach erreicht er die Südspitze von Breitenbrunn, hier läuft nunmehr von links ein weiterer, 0,9 km langer Bach zu, der im Westen im Waldgewann Wolfsgrube entsteht. Der Breitenbrunner Bach fließt nun am Südostrand der Sulzbacher Ortschaft, nach der er benannt ist. Hier nutzten früher drei Mühlen seine Wasserkraft: Die Obermühle (Zacherlmühle), an der das Mühlrad in den 1930er Jahren gegen eine kleine Turbine mit Gleichstromgenerator ersetzt wurde, die Anlage ist heute außer Betrieb. Ihr folgt die Felsenmühle (Strobelmühle), dort wurde das vier Meter große oberschlächtige Mühlrad in den 1970er Jahren durch eine Turbine mit Netzeinspeisung ersetzt; die alte Mühlenanlage mit Holzzahnrädern ist im Gebäude noch vorhanden. Schließlich fließt das Bächlein an der Spitzermühle vorbei; diese Mühle mit Gastwirtschaft wurde in den 60er Jahren von der Maxhütte abgelöst und stillgelegt. Vor der Mündung wird er auch Spitzerbach genannt und ist so von der Stadt Sulzbach-Rosenberg beschildert.

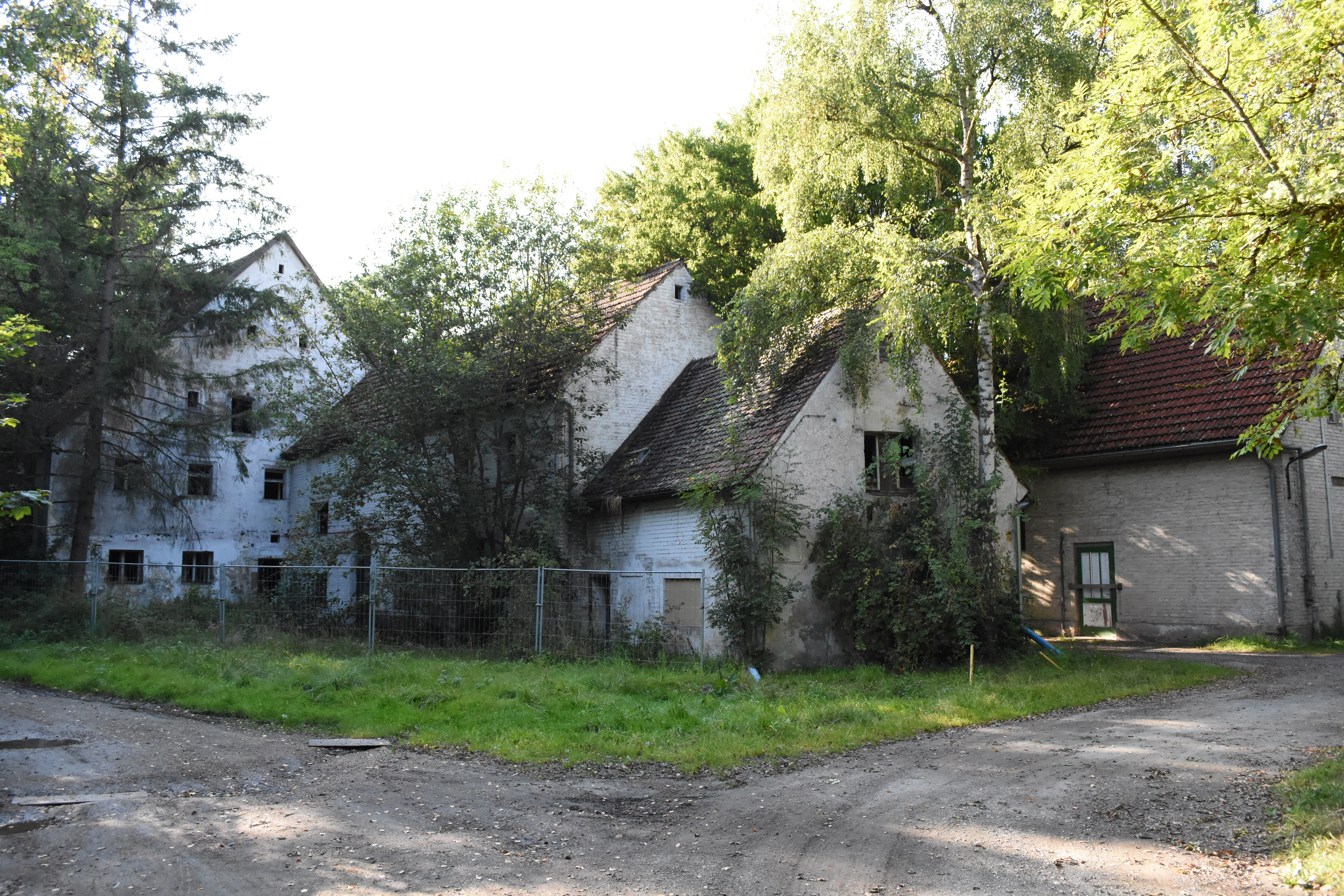
Rosenberg, Spitzermühlweg 2: Ehemalige Mühle, sog. Spitzermühle, dahinter fließt der Spitzerbach

Der Breitenbrunner Bach / Spitzerbach mündet etwa einen halben Kilometer weiter am Südrand der Siedlungszone der Stadt beim ehemaligen Eisenwerk Maximilianshütte von rechts und auf etwa 387 m ü. NHN in den Rosenbach. Er ist insgesamt, also mit dem trockenfallenden Ober- und Mittellauf, 9,1 km lang, auf dem Unterlaufabschnitt von etwas unterhalb des Zuflusses von der Deponie, ab wo ihn amtliche Karten im Unterschied zu den vorigen Abschnitten eindeutig als Breitenbrunner Bach benennen, etwa 1,8 km. Auf der 9,1 km Gesamtstrecke ab seinem etwa 78 Höhenmeter über seiner Mündung liegenden höchsten Ursprung hat er ein mittleres Sohlgefälle von etwa 8,6 ‰, auf seinem nur 1,8 km langen benannten Abschnitt, in dessen Verlauf er nur noch etwa 10 Höhenmeter verliert, von nurmehr etwa 5,5 ‰.

### Einzugsgebiet
Das Einzugsgebiet des Breitenbrunner Bach umfasst 17,4 km² und hat etwa die Kontur eines schmalen, sich 9,5 km weit vom Kuhfels (568 m ü. NHN) ganz im Westen bei Bachetsfeld bis zum Gipfel des Vogelbergs (494 m ü. NHN) an seiner Ostspitze etwa 1,5 km südöstlich der Mündung nahe der Stadtgrenze von Sulzbach-Rosenberg zur Gemeinde Poppenricht erstreckenden Schlauchs.
Die hydrologisch bedeutendste Wasserscheide liegt an dessen kurzer Westgrenze, hier grenzt jenseits das Einzugsgebiet des Högenbachs und kurz auch seines Zuflusses Etzelbach an, die über Pegnitz, dann Regnitz, Main und zuletzt Rhein entwässern, während das Wasser des Breitenbrunner Bachs über den Rosenbach und die Vils, die Naab in die Donau gelangt; dieser Teil der Grenze ist deshalb Teil der Europäischen Hauptwasserscheide zwischen Schwarzem Meer und Nordsee. Hinter der langen nördlichen Wasserscheide entwässern gegenüber dem Breitenbrunner Bach kürzere, am Oberlauf ebenfalls meist trockene Bäche ostwärts zum oberen Rosenbach. Jenseits der ebenso langen südlichen konkurriert mündungsnah der beständigere Fiederbach ostsüdöstlich zum Vils-Zufluss Ammerbach, der weiter westlich in unbeständigem Oberlauf ein angrenzendes Trockentalsystem im Süden des Breitenbrunner Bachs hat.
Der höchste Punkt des Einzugsgebietes liegt im Bereich des Kuhfelsens an dessen Südwesteck, ein Felsgipfel nordöstlich des Weilers Rothsricht der Gemeinde Birgland erreicht hier an der Gemeindegrenze zu Illschwang 570 m ü. NHN.

## Geologie
Das gesamte Einzugsgebiet des Breitenbrunner Baches liegt am Ostrand der Frankenalb, am Ober- und Mittellauf bis etwa zum Übertritt auf Sulzbach-Rosenberger Gebiet bedecken flächenhaft die Malmgesteine des Oberjura die umgebende Landschaft. Danach durchzieht er einen Streifen von Oberkreide, in dem seinerseits wiederum eine Oberjura-Insel eingelassen ist, die von Norden her über den Lauf bis zur Ziegenleite mit den Sieben Quellen reicht. Ganz zuletzt unterhalb der Spitzermühle durchschneidet der Lauf noch jeweils einen schmalen Zipfel von Mittel- und dann Unterjura, die zusammen von einer dem Tal des Rosenbachs rechts folgenden Störungslinie vom höheren Juragestein abgesetzt sind.

### BayernAtlas („BA“)
Amtliche Online-Gewässerkarte mit passendem Ausschnitt und den hier benutzten Layern: beständiger Unterlauf des Breitenbrunner Bachs

Allgemeiner Einstieg ohne Voreinstellungen und Layer: BayernAtlas der Bayerischen Staatsregierung (Hinweise)
1. 1 2 3  
Höhe abgefragt auf dem Hintergrundlayer Amtliche Karte (Rechtsklick).
2. ↑  
Länge abgemessen auf dem Hintergrundlayer Amtliche Karte.
3. ↑  
Höhe nach schwarzer Beschriftung auf dem Hintergrundlayer Amtliche Karte.
4. ↑  
Geologie nach dem Layer Geologischen Karte 1:500.000.

### Gewässerverzeichnis Bayern („GV“)
1. ↑  
Länge nach: Verzeichnis der Bach- und Flussgebiete in Bayern – Flussgebiet Naab, Seite 181 des Bayerischen Landesamtes für Umwelt, Stand 2016 (PDF; 4,0 MB)
2. ↑  
Einzugsgebiet nach: Verzeichnis der Bach- und Flussgebiete in Bayern – Flussgebiet Naab, Seite 181 des Bayerischen Landesamtes für Umwelt, Stand 2016 (PDF; 4,0 MB)